# 톈닝구

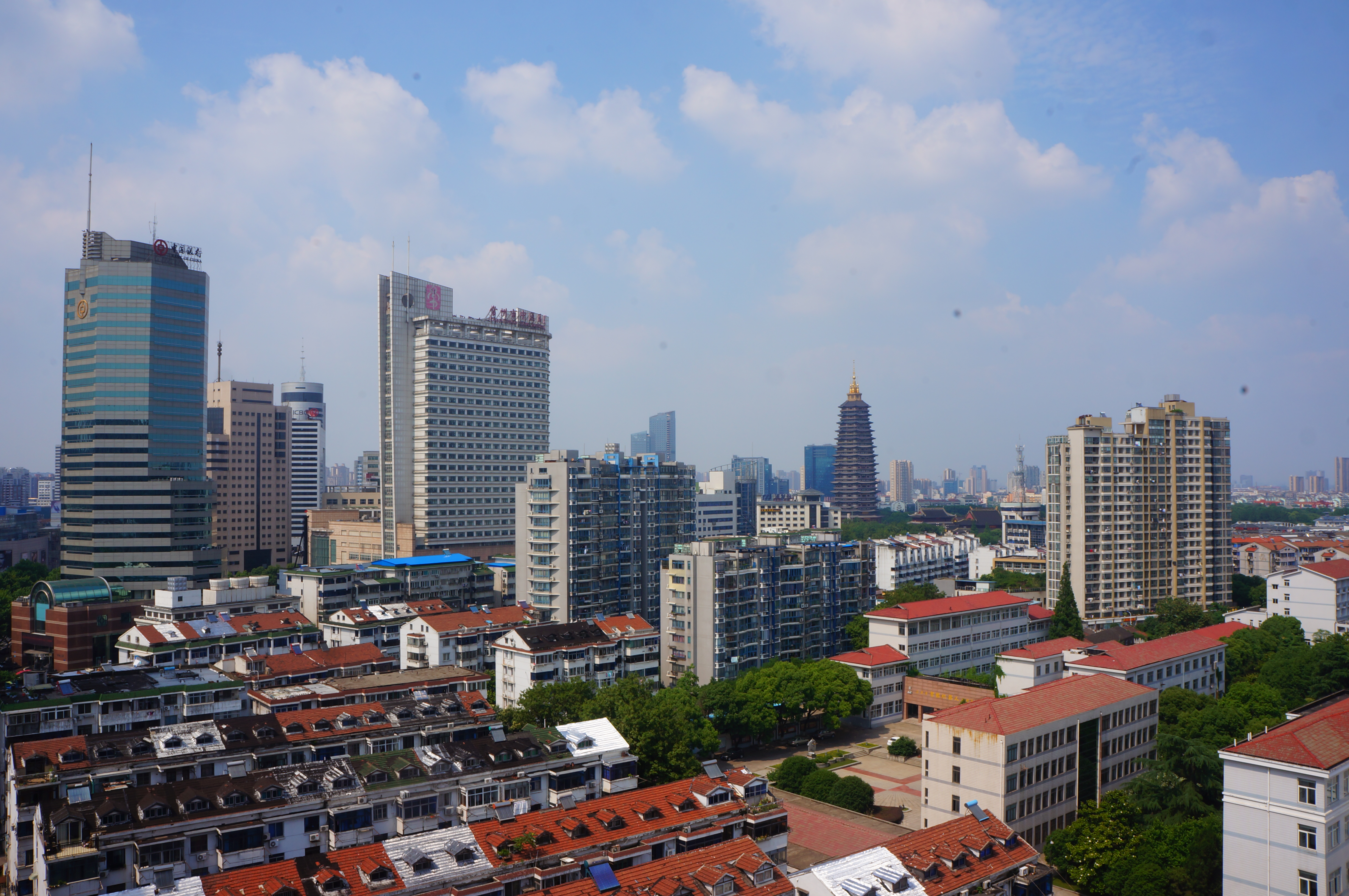

톈닝구(한국어: 천녕구, 중국어: 天宁区, 병음: Tiānníng Qū)는 중화인민공화국 장쑤성 창저우 시의 행정구역이다. 지역의 언어는 우어의 창저우 방언을 사용한다. 넓이는 67km2이고, 인구는 2007년 기준으로 390,000명이다.
이 지역에는 톈닝 사(天宁寺)가 있는 것으로 유명하고 절의 이름은 구의 이름이 되었다. 절에는 세계에서 가장 높은 불탑이 있다. 탑 양식은 도심가에서 가장 유명한 랜드마크이다.
톈닝 구에는 북쪽의 절 부지 경계에 있는 훙메이 공원(红梅公园)이 있다. 공원은 매년 2억명의 관광객을 모으는 곳으로 보고되었다. 톈닝에는 창저우에서 사망한 소식을 기념하기 위해 세워진 잉저우 정이 있다.

## 행정 구역
6개 가도를 관할한다.
- 가도: 蘭陵街道, 茶山街道, 雕庄街道, 紅梅街道, 青龍街道, 天寧街道.